# Leptogaster fervens
Leptogaster fervens är en tvåvingeart som beskrevs av Christian Rudolph Wilhelm Wiedemann 1830. Leptogaster fervens ingår i släktet Leptogaster och familjen rovflugor. Inga underarter finns listade i Catalogue of Life.